# Turia Vogel
Turia Vogel-Mako, także Tangianau Vogel (ur. 1 września 1969 w Rarotonga) – windsurferka i lekkoatletka z Wysp Cooka, olimpijka.

## Życiorys
Jej rodzicami byli William i Moekopu, którzy mieli dziesięcioro dzieci. Wychowywała się w jednej z dzielnic Rarotonga – Matavera. Jako nastolatka uprawiała lekkoatletykę. W 1985 roku wzięła udział w miniigrzyskach Południowego Pacyfiku, w których zdobyła brązowy medal w sztafecie 4 × 100 m. Wynik sztafety z tego biegu (53,86) był w 2019 roku rekordem Wysp Cooka.
W 1991 roku zapoczątkowała uprawianie windsurfingu. W 1994 roku przeprowadziła się do Hongkongu, a dwa lata później zadebiutowała na mistrzostwach świata. W 1998 roku przeniosła się do Sydney.
Wystartowała w windsurfingu w dwóch edycjach igrzysk olimpijskich jako reprezentantka Wysp Cooka. Podczas Letnich Igrzysk Olimpijskich 1996 zajęła 22. miejsce wśród 27 startujących zawodniczek (199 punktów), a podczas następnych igrzysk uplasowała się na 20. miejscu w gronie 29 zawodniczek (193 punkty). W pojedynczym wyścigu najwyżej uplasowała się na 9. miejscu (był to wyścig numer 9 podczas igrzysk w Sydney). W 2000 roku była również chorążym reprezentacji Wysp Cooka podczas ceremonii otwarcia igrzysk.
W 2003 roku zdobyła brązowy medal w windsurfingu podczas igrzysk Południowego Pacyfiku.